# Вестморленд (Каліфорнія)
Вестморленд (англ. Westmorland) — місто (англ. city) в США, в окрузі Імперіал штату Каліфорнія. Населення — 2014 особи (2020).

## Географія
Вестморленд розташований за координатами 33°2′20″ пн. ш. 115°37′20″ зх. д. / 33.03889° пн. ш. 115.62222° зх. д. (33.038921, -115.622312).  За даними Бюро перепису населення США в 2010 році місто мало площу 1,53 км², уся площа — суходіл.

## Демографія
Згідно з переписом 2010 року, у місті мешкало 2225 осіб у 631 домогосподарстві у складі 534 родин. Густота населення становила 1456 осіб/км².  Було 678 помешкань (444/км²).
Расовий склад населення:
| - 46,7 % — білих - 1,7 % — корінних американців - 0,9 % — чорних або афроамериканців - 0,5 % — азіатів - 46,8 % — осіб інших рас |

До двох чи більше рас належало 3,4 %. Частка іспаномовних становила 87,1 % від усіх жителів.
За віковим діапазоном населення розподілялося таким чином: 34,4 % — особи молодші 18 років, 54,4 % — особи у віці 18—64 років, 11,2 % — особи у віці 65 років та старші. Медіана віку мешканця становила 29,2 року. На 100 осіб жіночої статі у місті припадало 87,8 чоловіків;  на 100 жінок у віці від 18 років та старших — 86,9 чоловіків також старших 18 років.
Середній дохід на одне домашнє господарство  становив 33 793 долари США (медіана — 22 452), а середній дохід на одну сім'ю — 38 324 долари (медіана — 33 179). Медіана доходів становила 32 083 долари для чоловіків та 20 313 долари для жінок. За межею бідності перебувало 42,4 % осіб, у тому числі 53,1 % дітей у віці до 18 років та 30,7 % осіб у віці 65 років та старших.
Цивільне працевлаштоване населення становило 526 осіб. Основні галузі зайнятості: сільське господарство, лісництво, риболовля — 23,6 %, мистецтво, розваги та відпочинок — 19,2 %, освіта, охорона здоров'я та соціальна допомога — 17,5 %.